# مسجد سينغير
مسجد سينغير هو مسجد تاريخي يقع في باجيرهات في بنغلاديش .

## البناء
بني المسجد خلال القرن السادي عشر الميلادي، أثناء حكم المغول للبنغال، ولكن العديد من جوانب المبنى الرئيسي تميزه العديد من العناصر المعمارية لفترة ما قبل الإسلام، ويعتقد أن المسجد كان مبنى وتم تحويله إلى مسجد أثناء الغزوات المغولية الأولية من الهند، وبني على الأسس الأصلي لمعبد كان قائما.

## وصلات خارجية
- موقع المسجد